# Le Nouveau Journal

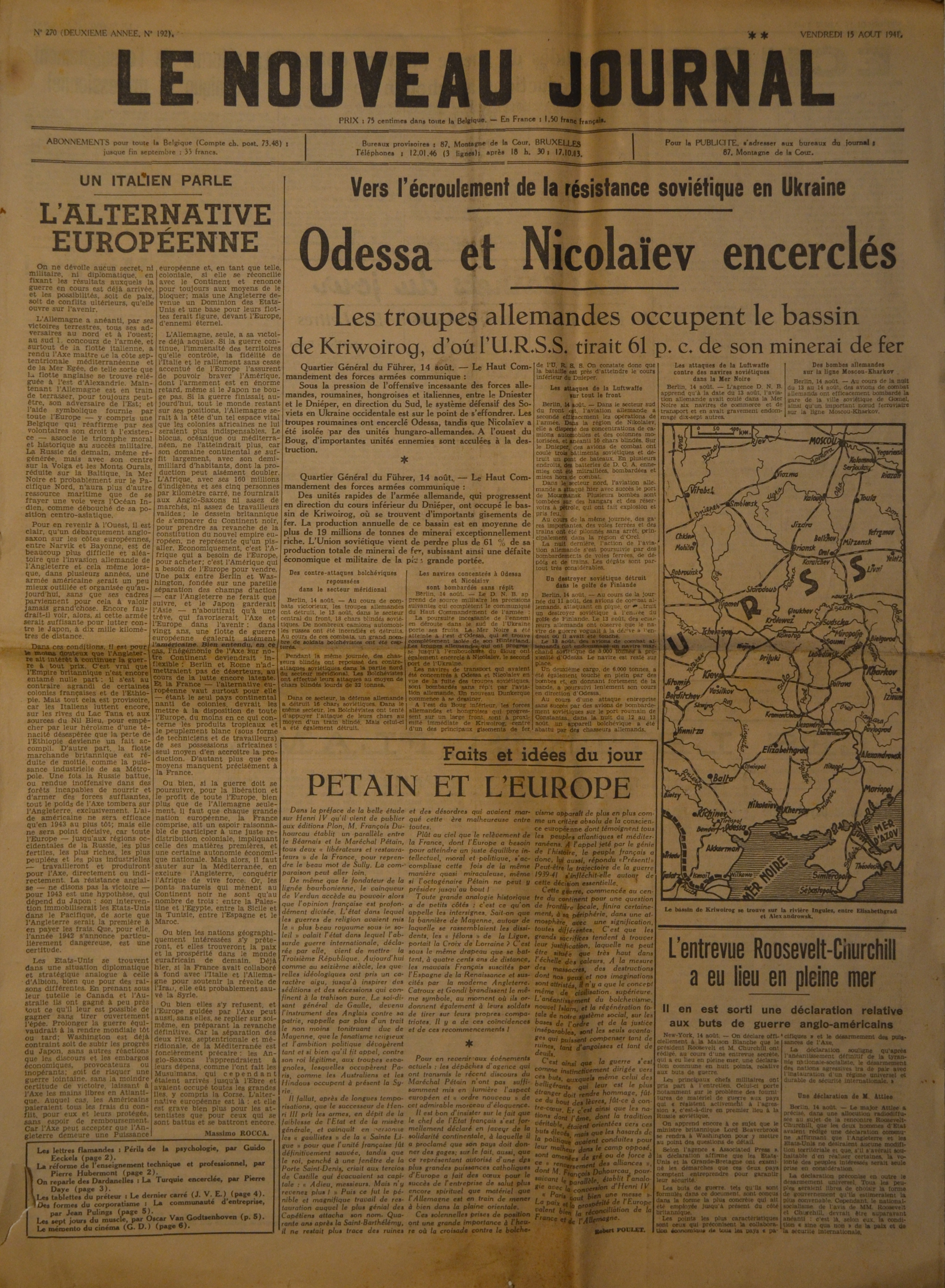
Ausgabe vom 15. August 1941

Le Nouveau Journal war eine belgische Tageszeitung mit Redaktionssitz in Brüssel, die während der deutschen Besatzung Belgiens im Zweiten Weltkrieg auf deutsche Initiative gegründet wurde. Obwohl bereits im Editorial der Erstausgabe der Wille zur Zusammenarbeit mit Deutschland betont wurde, kam es nach einer Weile aufgrund des Gutheißens großgermanischer Pläne durch die Geschäftsleitung erst zum Bruch zwischen dem Chefredakteur und dem Geschäftsführer und anschließend zwischen dem Großteil der Redaktion und dem neuen Geschäftsführer. Mit dem Ende der deutschen Besatzung kam auch das Ende der Zeitung.

## Geschichte
Gegründet wurde die Zeitung durch den Journalisten Paul Colin, der zu Beginn des Zweiten Weltkriegs einer der Initiatoren eines pro-deutschen Manifests war und den Sommer des Jahres 1940 in einem französischen Internierungslager zubringen musste. Colin kam im August jenes Jahres zurück und wollte ursprünglich die Zeitungen Le Soir und den Antwerpener Matin, der sein Erscheinen ausgesetzt hatte, unter seine Überwachung stellen. Le Matin war jedoch davon betroffen, dass französischsprachige Zeitungen in Flandern nicht mehr erscheinen durften; ein Umzug nach Brüssel kam nicht in Frage, sodass diese Zeitung nicht wieder erschien. Da am 1. Oktober 1940 auch La Nation Belge verschwand, entstand in Brüssel eine Lücke, worauf die Propaganda-Abteilung der Militärverwaltung die Gründung einer neuen Zeitung beschloss und Colin damit betraute.
Als herausgebender Verlag sollte Editoria dienen, bei dem Colin vor dem Krieg zugleich Vorsitzender des Verwaltungsrats als auch Direktor der dort wöchentlich erscheinenden, sich mit Kunst, Literatur und Politik befassenden Vorkriegszeitung Cassandre gewesen war. Aufgrund der schlechten finanziellen Situation sah sich Colin dazu gezwungen, Geldgeber für das neue Blatt zu finden. Zwei belgische Finanziers konnten schließlich gewonnen werden, deren Identität nach dem Krieg trotz eines Prozesses und allerlei Spekulationen nicht geklärt werden konnte (Colin sollte noch vor Ende des Krieges gewaltsam zu Tode kommen). Ursprünglich war die Druckerei der Nation Belge für die neue Zeitung ausersehen worden, doch durfte diese nicht verwendet werden, sodass man auf eine Ausweichlösung zurückgriff. Als Chefredakteur wurde Robert Poulet, Bruder von Georges Poulet, eingesetzt, den Rest der Redaktion besetzte Colin vor allem mit Intellektuellen, die wie er das pro-deutsche Manifest unterzeichnet hatten. Im Editorial der ersten Ausgabe betonte Poulet die Notwendigkeit einer Zusammenarbeit mit den deutschen Besatzern. Am 28. Dezember nahm auch Cassandre wieder das Erscheinen auf. Die Mehrzahl der Redakteure des Nouveau Journal arbeitete auch an dieser Zeitung mit, lediglich der Redaktionssekretär arbeitete dort Vollzeit.
Anfang 1943 kam es zu einem bedeutenden Umbruch, als Poulet die Zeitung verließ. Colin hatte Auszüge einer Rede Léon Degrelles abdrucken lassen, Poulet war jedoch mit Degrelles großgermanischen Theorien nicht einverstanden und verfasste drei Artikel, in denen er Degrelles Vorstellungen abwies. Diese kamen jedoch nicht durch die deutsche Vorzensur, sodass Poulet daraus die Konsequenzen zog. Der Versuch Colins, durch ein Bankett mit Poulet und Degrelle die Situation zu entschärfen, schlug fehl, als ein angetrunkener Colin nochmals einen Lobgesang auf Degrelle ausstieß, worauf Poulet in rasender Wut den Saal verließ. Nach Paul Struye, Verfasser eines Werks über die Entwicklung der Stimmung der Öffentlichkeit während der Besatzung, wurde Poulets Abgang jedoch nicht als Widerstandstat gesehen, sondern als ein Vorwand, die Zeitung zu verlassen.
Nachdem es bereits Januar 1942 einen missglückten Anschlag auf ihn gegeben hatte, wurde Colin am 8. April 1943 durch ein neuerliches Attentat getötet. Das Attentat fand großen Widerhall in der Bevölkerung, die Colin mehrheitlich hasste, als auch Aufregung bei kollaborierenden Journalisten – im Pressemilieu war Colin wegen seiner Tüchtigkeit geachtet geworden. Einige Redakteure versuchten Colins Witwe zu überreden, Poulet wieder als Chefredakteur zurückzuholen, dieser lehnte jedoch ab. Nachdem klar wurde, dass Colins Nachfolger Herten dessen Haltung teilte, verließen neun wichtige Redakteure das Nouveau Journal. Poulet wurde nicht ersetzt, da Herten beschloss, die Zeitung alleine zu leiten.
Die Auflage des Nouveau Journal lag im Mittel bei 50.000 Exemplaren, mit einem leichten Rückgang seit 1943. Le Soir verkaufte zwar deutlich mehr Exemplare, war aber auch dafür mehr auf den freien Verkauf angewiesen, während sich das Nouveau Journal zum großen Teil auf Abonnements stützen konnte. Im Gegensatz zu anderen Zeitungen wurde für das Nouveau Journal ebenso wie für Volk en Staat als auch Le Pays Réel eine Ausnahme gemacht, als Oktober 1942 wegen der Papierrationierung die Auflagen zwangsweise gesenkt wurden. Der durch das Nouveau Journal als auch Cassandre eingefahrene Gewinn war bereits 1941 beträchtlich, wurde aber durch Anweisung Colins an den Buchhalter dem Verwaltungsrat gegenüber verschleiert, der nur einen Bruchteil ausgewiesen bekam. Colin zahlte im Dezember 1941 alle Anteilshaber aus und wurde damit zum Alleineigentümer des Verlags, der nach seinem Tod auf seine Witwe überging.
Wegen seiner Sympathien für den Rexismus und aufgrund des bisweilen radikalen Charakters von Colins Artikeln galt in einem gewissen Sinn das Nouveau Journal als stärker pro-deutsch ausgerichtet als Le Soir. Die anfängliche Nähe zu Rex änderte sich jedoch nach Léon Degrelles Bekenntnis zu Hitler von Januar 1941 zu einer größeren Distanz. Nachdem die Differenzen vorerst beigelegt worden waren, kam es wieder zu einer Abkühlung des Verhältnisses, als Degrelle Rex zur Einheitspartei der französischsprachigen Belgier erklärte. Auch Poulet und der Chefredakteur von Le Soir Raymond De Becker hatten solche Pläne einer Einheitsbewegung gehabt, und ersterer stand nun Rex feindlich gegenüber. Colin forderte daraufhin einen „journalistischen Waffenstillstand“ zwischen Poulet und Rex. Nach Poulet wurde der Streit dann auch nach dem Angriff Deutschlands auf die Sowjetunion beigelegt, als Rex und die Zeitung die wallonische Freiwilligenlegion unterstützten. Doch lediglich Colin und einige Mitläufer unterstützten Rex. Der Rest der Redaktion war „belgizistisch“ eingestellt, das heißt, sie wies eine Annexion Belgiens ab und hielt an einem vereinten Belgien fest, womit sie in Konflikt kam mit der rexistischen als auch der flämisch-nationalistischen Presse; in flämischen Kreisen wurde die Zeitung bezichtigt, dass hinter der belgizistischen Maske der Wunsch stünde, die althergebrachte Vorherrschaft Walloniens über Flandern fortzusetzen.
Inhaltlich schlugen sich die Direktiven der Propaganda-Abteilung deutlich nieder, sodass die Gleichschaltung der belgischen Zeitungen auch im Nouveau Journal zu sehen war (Propaganda für den Arbeitsdienst, die Organisation Todt, die Waffen-SS und die nationalsozialistischen „Retter“ sowie gegen die Londoner Exilregierung, die Alliierten, Klerikale, Juden, Freimaurer und besonders nach Colins Tod gegen den Widerstand). Trotz der ein oder anderen Maßregelung war das Verhältnis zur Propaganda-Abteilung insgesamt gut, da sich die Zeitung als im Großen und Ganzen folgsam erwies. Nicht ein einziges Mal wurde eine Geldbuße, geschweige denn ein kurzfristiges Erscheinungsverbot ausgesprochen. Abheben konnte sich die Zeitung durch ihre niveauvollen kulturellen Rubriken und besonders durch ihre sechs Spezialausgaben über ein spezielles Thema, die sich durch hervorragende Sachkenntnis auszeichneten.
Die Zeitung war Gegenstand eines Experiments, in dem versuchsweise am 1. Oktober 1940 die Vorzensur für die Zeitung abgeschafft wurde, man erhoffte sich dadurch eine lebendigere und individuellere Gestaltung der Presse und eine Arbeitserleichterung für die Zensoren – die Journalisten würden sich, so dachte man, schon freiwillig den Richtlinien unterwerfen. Das Experiment lief jedoch nicht wie erhofft, da sich die Journalisten als zu eigensinnig erwiesen, sodass bereits am 10. Oktober die Vorzensur für alle Zeitungen abgeschafft und durch Richtlinien mit einem Sanktionssystem ersetzt wurde, wichtige politische Berichte sowie Fotos und Zeichnungen mussten vorher vorgelegt werden.
Am 1. September 1944, als absehbar wurde, dass die Befreiung Brüssels unmittelbar bevorstand, wurde die Zeitung eingestellt.